# Jean-Claude Baillon
Jean-Claude Baillon est un écrivain français spécialisé dans les livres-jeux, ayant publié dans la collection Histoires à jouer.

## Sources et références
1. ↑  bechard stephane, « la guerre des gangs », sur planete-ldvelh.com (consulté le 16 juillet 2017)